# Nemyrivs'ke
Nemyrivs'ke  (ucraniano: Немирівське) es una localidad del Raión de Podilsk en el Óblast de Odesa de Ucrania. Según el censo de 2001, tiene una población de 622 habitantes.